# Ryuju Nagayama
Ryuju Nagayama (en japonés: 永山竜樹, Nagayama Ryuju; Bibai, 15 de abril de 1996) es un deportista japonés que compite en judo.
Participó en los Juegos Olímpicos de París 2024, obteniendo dos medallas, plata en el equipo mixto y bronce en la categoría de –60 kg.
Ganó tres medallas en el Campeonato Mundial de Judo entre los años 2018 y 2025, y una medalla de oro en el Campeonato Asiático de Judo de 2022.

## Palmarés internacional
| Juegos Olímpicos    | Juegos Olímpicos       | Juegos Olímpicos  | Juegos Olímpicos |
| Año                 | Lugar                  | Medalla           | Categoría        |
| ------------------- | ---------------------- | ----------------- | ---------------- |
| 2024                | París (Francia)        | Medalla de bronce | –60 kg           |
| 2024                | París (Francia)        | Medalla de plata  | Equipo mixto     |
| Campeonato Mundial  |                        |                   |                  |
| Año                 | Lugar                  | Medalla           | Categoría        |
| 2018                | Bakú (Azerbaiyán)      | Medalla de bronce | –60 kg           |
| 2019                | Tokio (Japón)          | Medalla de bronce | –60 kg           |
| 2025                | Budapest (Hungría)     | Medalla de oro    | –60 kg           |
| Campeonato Asiático |                        |                   |                  |
| Año                 | Lugar                  | Medalla           | Categoría        |
| 2022                | Nursultán (Kazajistán) | Medalla de oro    | –60 kg           |